# Fastlane (2023)
Fastlane (2023) – gala wrestlingu wyprodukowana przez federację WWE dla zawodników z brandów Raw i SmackDown. Odbyła się 7 października 2023 w Gainbridge Fieldhouse w Indianapolis w stanie Indiana. Emisja była przeprowadzana na żywo za pośrednictwem serwisu strumieniowego Peacock w Stanach Zjednoczonych i WWE Network na całym świecie oraz w systemie pay-per-view. Była to siódma gala w chronologii cyklu Fastlane.
Była to także pierwsza gala WWE w systemie pay-per-view dla głównego rosteru, w którym firma nie była własnością rodziny McMahon ani przez nią kontrolowana po sprzedaży WWE firmie Endeavor. Sprzedaż została sfinalizowana 12 września 2023 roku, kiedy WWE i Ultimate Fighting Championship połączyły się, tworząc oddziały nowego podmiotu o nazwie TKO Group Holdings, co następnie oznaczało pierwszą dużą galę w głównym rosterze WWE pod rządami TKO.
Na gali odbyło się pięć walk. W walce wieczoru, Seth „Freakin” Rollins pokonał Shinsuke Nakamurę w Last Man Standing matchu broniąc World Heavyweight Championship. W innych ważnych walkach, John Cena i LA Knight pokonali The Bloodline (Jimmy’ego Uso i Solo Sikoa), Iyo Sky pokonała Asukę i Charlotte Flair broniąc WWE Women’s Championship oraz w pierwszej walce w karcie, Cody Rhodes i Jey Uso pokonali The Judgment Day (Damiana Priesta i Finna Bálora) zdobywając Undisputed WWE Tag Team Championship. Pre-show poprzedzający galę był także pierwszym występem Jade Cargill w WWE, podczas gdy główne pay-per-view obejmował powrót full-time Carlito do WWE od maja 2010 roku.

## Produkcja i rywalizacje
Fastlane oferowało walki profesjonalnego wrestlingu z udziałem wrestlerów należących do brandów Raw i SmackDown. Wyreżyserowane rywalizacje (storyline’y) były kreowane podczas cotygodniowych gal Raw i SmackDown. Wrestlerzy są przedstawieni jako heele (negatywni, źli zawodnicy i najczęściej wrogowie publiki) i face’owie (pozytywni, dobrzy i najczęściej ulubieńcy publiki), którzy rywalizują pomiędzy sobą w seriach walk mających budować napięcie. Kulminacją rywalizacji jest walka wrestlerska lub ich seria.

### Seth „Freakin” Rollins vs. Shinsuke Nakamura
Na Payback, Seth „Freakin” Rollins pokonał Shinsuke Nakamurę i obronił mistrzostwo świata wagi ciężkiej. Po walce Nakamura zaatakował Rollinsa, wymagając pomocy Rollinsa w wyjściu z areny. Na następnym Raw, ponieważ był niezadowolony z incydentu po walce, Rollins wyzwał Nakamurę na rewanż o tytuł tej nocy, ale Nakamura odmówił, chcąc zrobić to na swoich warunkach. Następnie doszło do bójki, w której Nakamura zdobył przewagę. Po kilku tygodniach walki, na odcinku z 18 września, Rollins powiedział, że Nakamura może wybrać miejsce, czas i warunki ich rewanżu. W następnym tygodniu Nakamura przyjął propozycję Rollinsa i wybrał Last Man Standing match na Fastlane.

### John Cena i LA Knight vs. Jimmy Uso i Solo Sikoa
1 września na odcinku SmackDown, John Cena powrócił do WWE, co było jego pierwszym występem od Money in the Bank w lipcu. Przerwał mu Jimmy Uso, który stwierdził, że fani chcieli go zamiast tego zobaczyć. Cena odpowiedział, że Jimmy powinien był opuścić WWE zamiast Jeya Uso, a następnie wykonał Attitude Adjustment na Jimmym. Dwa tygodnie później, Cena był gościem w talkshow Graysona Wallera „The Grayson Waller Effect”, ale Jimmy ponownie mu przerwał. Solo Sikoa również wyszedł i udawał, że atakuje Jimmy’ego z powodu niedawnych wewnętrznych problemów tego ostatniego z The Bloodline, jednak Sikoa i Jimmy zamiast tego zaatakowali Cenę, którego uratował AJ Styles. W następnym tygodniu, Cena i Styles wyzwali Jimmy’ego i Sikoę na Tag team match tej nocy; jednakże po naradzie WWE Officiala Adama Pearce’a z menedżerem Bloodline Paulem Heymanem, walkę zaplanowano na Fastlane. Podpisanie kontraktu na walkę miało nastąpić później tego wieczoru; jednak Jimmy i Sikoa brutalnie zaatakowali Stylesa za kulisami. Styles został następnie zabrany do szpitala, pozostawiając Cenę samego, aby skonfrontował się z The Bloodline, po czym położyli Cenę w ringu. 25 września WWE ogłosiło, że Cena zmierzy się z Jimmym i Sikoą w Handicap matchu na Fastlane. Jednak w piątkowy SmackDown, po tym jak Cena otrzymał kolejne pobicie od The Bloodline, LA Knight obronił go i podpisał kontrakt jako partner Ceny, co zostało oficjalnie ogłoszone.

### Iyo Sky vs. Asuka vs. Charlotte Flair
Od czasu SummerSlam, Damage CTRL (Bayley, Dakota Kai i mistrzyni kobiet WWE Iyo Sky) feudowało z Asuką i Charlotte Flair. 29 września na odcinku SmackDown, Flair oświadczyła, że po pokonaniu Bayley tej nocy, rzuci wyzwanie Sky o tytuł na Fastlane. Flair następnie pokonała Bayley, ale po walce Damage CTRL otoczyło ring, aby zaatakować Flair, ale Asuka wyszła, by pomóc Flair. Bayley następnie przyjęła wyzwanie w imieniu Sky, aby broniła mistrzostwa kobiet WWE przeciwko Flair i Asuce na Fastlane, ku konsternacji Sky.

### Latino World Order vs. Angelo Dawkins, Montez Ford i Bobby Lashley
22 września na odcinku SmackDown, członkowie Latino World Order (LWO) mistrz Stanów Zjednoczonych Rey Mysterio i Santos Escobar pokonali wspólników Bobby’ego Lashleya The Street Profits (Angelo Dawkins i Montez Ford). Po walce Lashley był rozczarowany występem Dawkinsa i Forda i powiedział im, że jeśli oni nie będą w stanie wygrać, znajdzie innych, którzy to zrobią. W następnym tygodniu, po walce o mistrzostwo Stanów Zjednoczonych pomiędzy Mysterio i Escobarem, The Street Profits wyszło i zaatakowało tę dwójkę, co zadowoliło Lashleya. Inni członkowie LWO Joaquin Wilde i Cruz Del Toro próbowali wyrównać szanse, ale Street Profits ich pokonali. Później Mysterio rzucił wyzwanie, w którym LWO (Mysterio, Escobar i Wilde lub Toro) zmierzy się z Lashleyem i The Street Profits w sześcioosobowym tag team matchu na Fastlane. 30 września na odcinku SmackDown LowDown, walka została oficjalnie ogłoszona.

### Damian Priest i Finn Bálor vs. Cody Rhodes i Jey Uso
Przed Payback, Jey Uso „opuścił” WWE po kłótni z The Bloodline na SmackDown. Na Payback, Cody Rhodes ujawnił, że pociągnął za pewne sznurki i sprawił, że Jey został przywrócony do rosteru Raw. Pomimo sprzeciwu niektórych pozostałych członków rosteru Raw ze względu na przeszłość Jeya w The Bloodline, Rhodes zapewnił, że Jey zasługuje na drugą szansę. The Judgment Day (Finn Bálor, Damian Priest, „Dirty” Dominik Mysterio i Rhea Ripley) wraz z JD McDonaghem próbowali namówić Jeya, aby dołączył do ich stajni, ale Jey odmówił. 18 września na odcinku Raw, Judgement Day zaatakował Jeya po jego walce, a Jey został uratowany przez Rhodesa. Dwa tygodnie później ogłoszono, że Bálor i Priest będą bronić niekwestionowanego mistrzostwa WWE Tag Team przeciwko Rhodesowi i Jeyowi na Fastlane.

## Wyniki walk
| Nr                                 | Wyniki | Stypulacje                                               | Czas  |
| ---------------------------------- | --- | -------------------------------------------------------- | ----- |
| 1                                  | Cody Rhodes i Jey Uso pokonali The Judgment Day (Damiana Priesta i Finna Bálora) (c) poprzez pinfall                                                                            | Tag team match o Undisputed WWE Tag Team Championship    | 20:40 |
| 2                                  | Carlito i Latino World Order (Rey Mysterio i Santos Escobar) (z Zeliną Vegą) pokonali Bobby’ego Lashleya i The Street Profits (Angelo Dawkinsa i Monteza Forda) poprzez pinfall | Six-man tag team match                                   | 10:00 |
| 3                                  | Iyo Sky (c) pokonała Asukę i Charlotte Flair poprzez pinfall | Triple threat match o WWE Women’s Championship           | 17:20 |
| 4                                  | John Cena i LA Knight pokonali The Bloodline (Jimmy’ego Uso i Solo Sikoa) (z Paulem Heymanem) poprzez pinfall                                                                   | Tag team match                                           | 17:20 |
| 5                                  | Seth „Freakin” Rollins (c) pokonał Shinsuke Nakamurę | Last Man Standing match o World Heavyweight Championship | 28:25 |
| (c) – mistrz/mistrzyni przed walką | |                                                          |       |